# Napęd hybrydowy

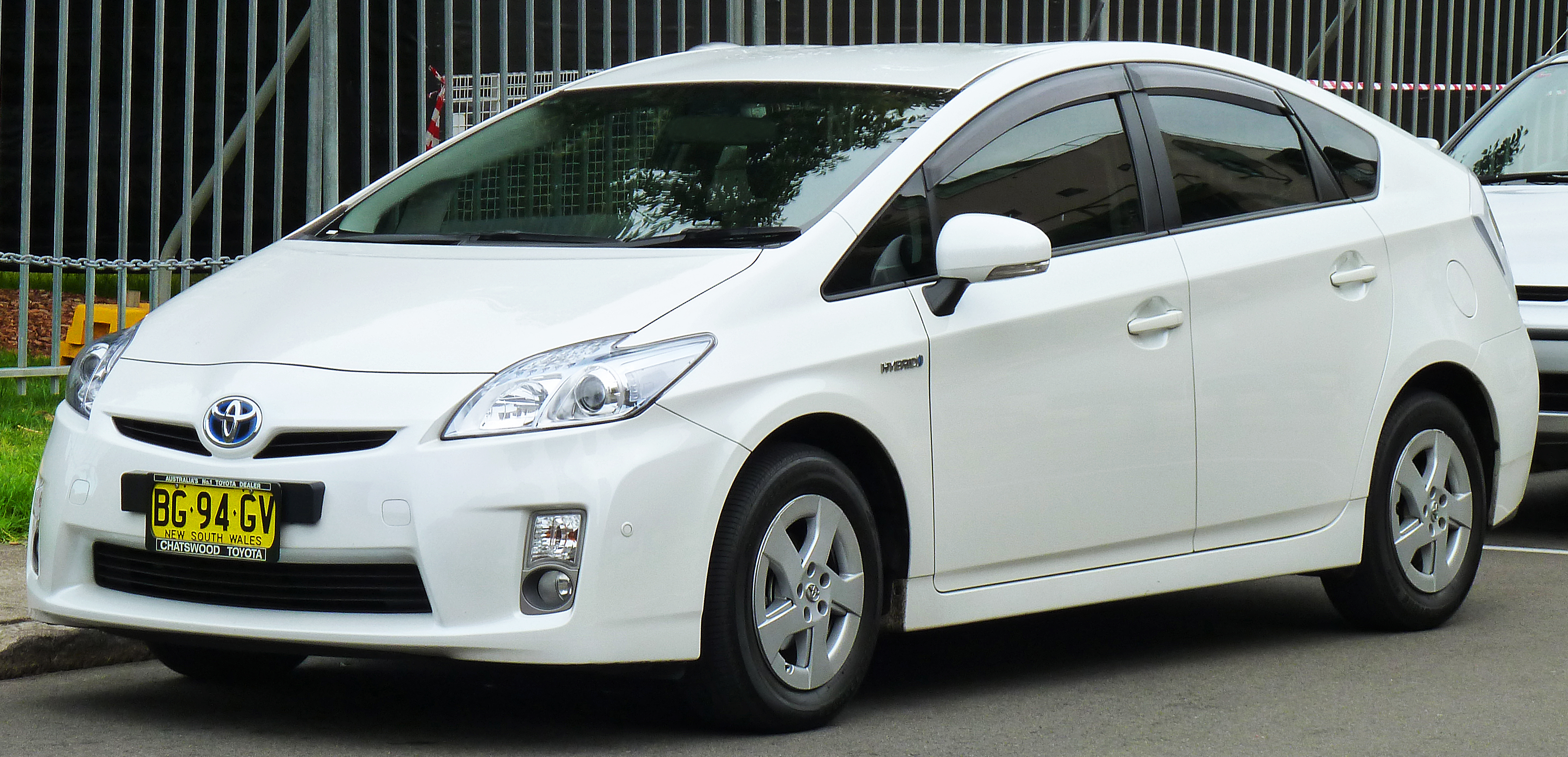
Toyota Prius to najlepiej sprzedający się samochód z napędem hybrydowym na świecie. Globalna sprzedaż przekroczyła 3 miliony egzemplarzy w czerwcu 2013 roku.

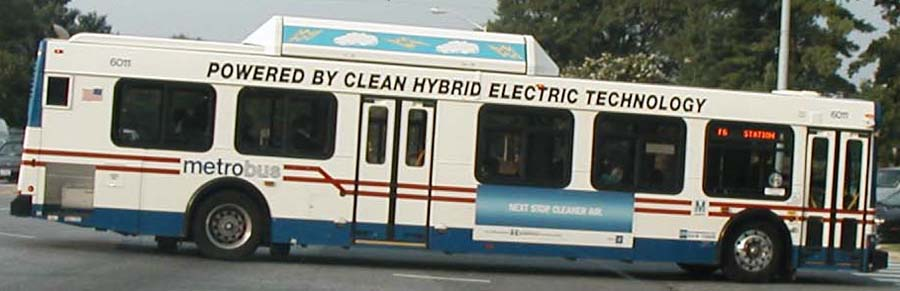
Autobus New Flyer DE40LF Metro z napędem hybrydowym

Napęd hybrydowy – połączenie dwóch rodzajów napędu do poruszania jednego urządzenia.
Napęd hybrydowy to najczęściej połączenie silnika spalinowego i elektrycznego. Silniki te mogą pracować na przemian lub jednocześnie, w zależności od potrzeb, np.: w mieście elektryczny, za miastem spalinowy. Silnik elektryczny może być prądnicą i ładować akumulatory lub kondensator w wyniku napędzania silnikiem spalinowym lub w wyniku hamowania silnikiem. W układach takich montowany silnik spalinowy ma moc wystarczającą do jazdy przy optymalnych parametrach pracy przy przewidywanej prędkości podróżnej. Jest to około 1/4 mocy silników obecnie stosowanych. Całość sterowana jest przez układ elektroniczny zapewniający optymalne wykorzystanie energii.

## Klasyfikacja
Napędy hybrydowe możemy podzielić na:
- szeregowe – silnik spalinowy pracuje cały czas w optymalnym zakresie obrotów, napędzając generator prądu. Energia z generatora jest przekazywana do silnika napędowego, a nadmiar do akumulatorów. Silnik elektryczny w razie potrzeby może również korzystać z energii zgromadzonej w akumulatorach.
- równoległe – silnik spalinowy jest mechanicznie połączony z kołami. Gdy potrzebna jest duża moc, silnik elektryczny i spalinowy mogą pracować równolegle. Podczas hamowania silnik elektryczny jest generatorem.
- szeregowo–równoległe – kombinacja układu szeregowego i równoległego. Silnik spalinowy napędza koła oraz prądnice.

## Wady i zalety
Zaletą układów hybrydowych jest zmniejszenie zużycia paliwa i emisji szkodliwych spalin (obecnie spełniają najbardziej rygorystyczne normy w tym zakresie) oraz hałasu. Wadą jest natomiast większa masa i cena pojazdu oraz większe rozmiary i komplikacja układów głównie z powodu zastosowania akumulatorów.

## Zastosowanie napędu hybrydowego
Napęd hybrydowy jest coraz częściej stosowany w samochodach osobowych. Przykłady takich modeli to: Toyota Prius, hybrydowe wersje Toyoty Auris, Yaris, Camry i Highlander, Honda Insight, Lexus GS450h, Chevrolet Volt, Opel Ampera czy Jo-mobil.
Napęd hybrydowy jest szczególnie korzystny w pojazdach, które często zatrzymują się i ruszają, np. śmieciarkach, autobusach miejskich (przykładem takiego autobusu jest Solaris Urbino 18 Hybrid), czy tramwajach z napędem spalinowym (taki tramwaj nie musi korzystać z zewnętrznego zasilania). W pojazdach z klasycznym napędem znaczna ilość energii jest tracona podczas hamowania. Po zastosowaniu napędu hybrydowego można część tej energii zgromadzić w akumulatorach i wykorzystać przy ponownym ruszaniu. Istnieje również możliwość wyłączania silnika spalinowego podczas częstych postojów, co również daje oszczędności. Autobusy hybrydowe mogą posiadać możliwość wyłączenia silnika spalinowego podczas przejazdu przez zabytkowe części miast w celu ochrony zabytków przed niszczącym wpływem zanieczyszczeń.
Napęd hybrydowy, spalinowo-elektryczny jest też stosowany na okrętach podwodnych, oraz lokomotywach spalinowych.
Inny rodzaj napędu hybrydowego jest czasem stosowany w motorowerach, które zaopatruje się w mały silnik spalinowy lub elektryczny. Przy jeździe pod górę lub pod silny wiatr stosuje się w takich rowerach napęd silnikowy, zaś przy jeździe w dół, po płaskim lub z wiatrem stosuje się zwykły napęd nożny.